# José Tadeo Monagas (municipalité)
Pour les articles homonymes, voir Monagas.
José Tadeo Monagas est l'une des quinze municipalités de l'État de Guárico au Venezuela. Son chef-lieu est Altagracia de Orituco. En 2011, la population s'élève à 74 559 habitants.

## Géographie

### Subdivisions
La municipalité est divisée en sept paroisses civiles avec, chacune à sa tête, une capitale (entre parenthèses) :
- Altagracia de Orituco (Altagracia de Orituco) ;
- Libertad de Orituco (Libertad de Orituco) ;
- Paso Real de Macaira (Paso Real de Macaira) ;
- Lezama (Lezama) ;
- San Francisco de Macaira (San Francisco de Macaira) ;
- San Rafael de Orituco (San Rafael de Orituco) ;
- Soublette (Sabana Grande de Orituco).